# Cadeira Vermelha e Azul

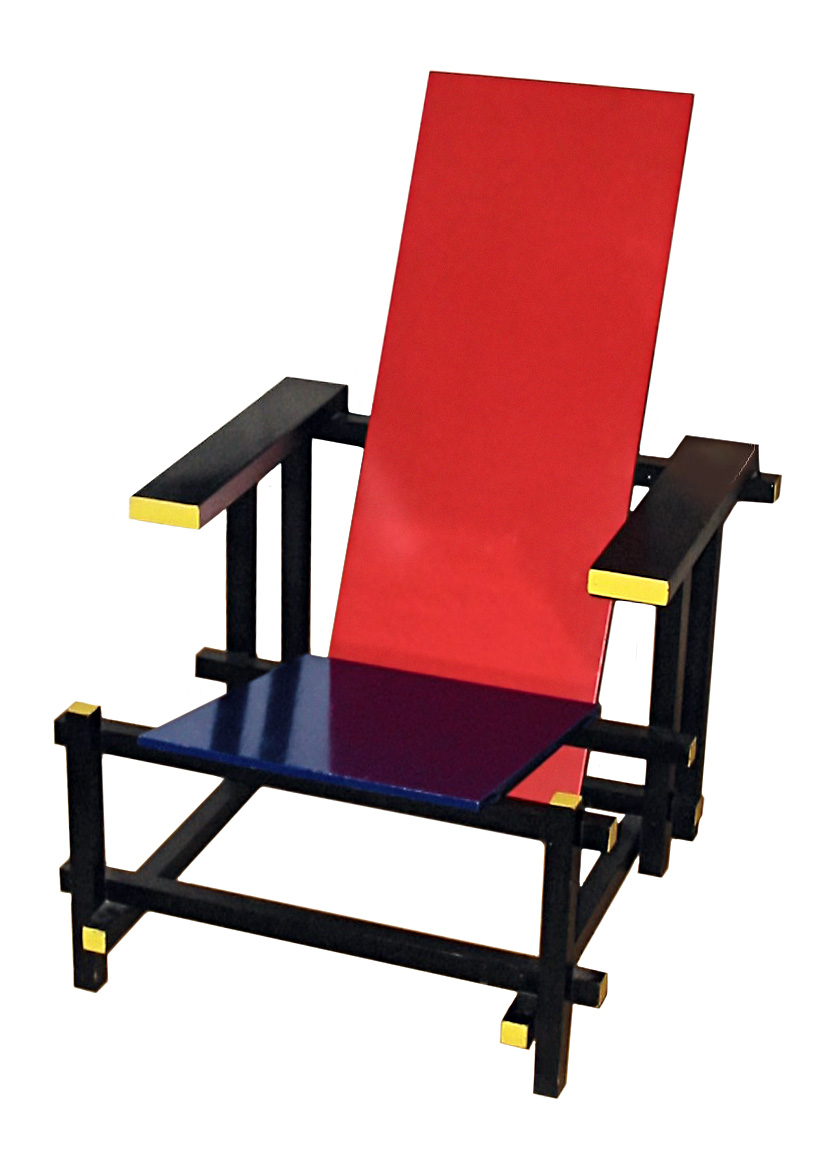
A cadeira

Cadeira Vermelho e Azul foi uma cadeira projetada em 1917 por Gerrit Rietveld. Ela representa umas das primeiras pesquisas artísticas com objetos de três dimensões do movimento De Stijl.
A cadeira ficou sem pintura até 1920, na cor original da madeira que foi construída, a faia. O arquiteto Bart van der Leck, arquiteto membro do movimento De Stijl, viu o modelo original e sugeriu que Rietveld adicionasse "cores brilhantes". Ele construiu o novo modelo de madeira mais fina e pintou-o inteiramente de preto com áreas de cores primárias, como as pinturas de Piet Mondrian. O efeito desse esquema de cores fez com que a cadeira parecesse quase desaparecer contra as paredes e o chão pretos da Casa Schröder (casa que seguiu os parâmetros do movimento De Stijl, projetada pelo artista sob encomenda de Truus Schröder), onde foi posteriormente colocada. As áreas de cor pareciam flutuar, aparentando uma estrutura quase transparente. 
Nas instruções de Rietveld sobre como construir a cadeira, ele informa o artesão a imprimir o seguinte verso de Der Aesthet, de Christian Morgenstern, embaixo do assento:
Wenn Ich sitze, möchte Ich nicht
sitzen, wie Mein Sitzfleisch möchte
sondern wie Mein Sitzgeist sich,
säße er, den Stuhl sich flöchte.
"Quando me sento, não quero / me sento como a carne do meu assento gosta, mas sim como a minha mente do assento, / se ele estivesse sentado, tecer a cadeira para si".
A cadeira atualmente faz parte do acervo do Museu de Arte Moderna de Nova Iorque (MoMa). Reproduções da peça estão no Museum of Fine Arts de Montreal, Canadá, e no High Museum of Art, de Atlanta, EUA.

## Galeria

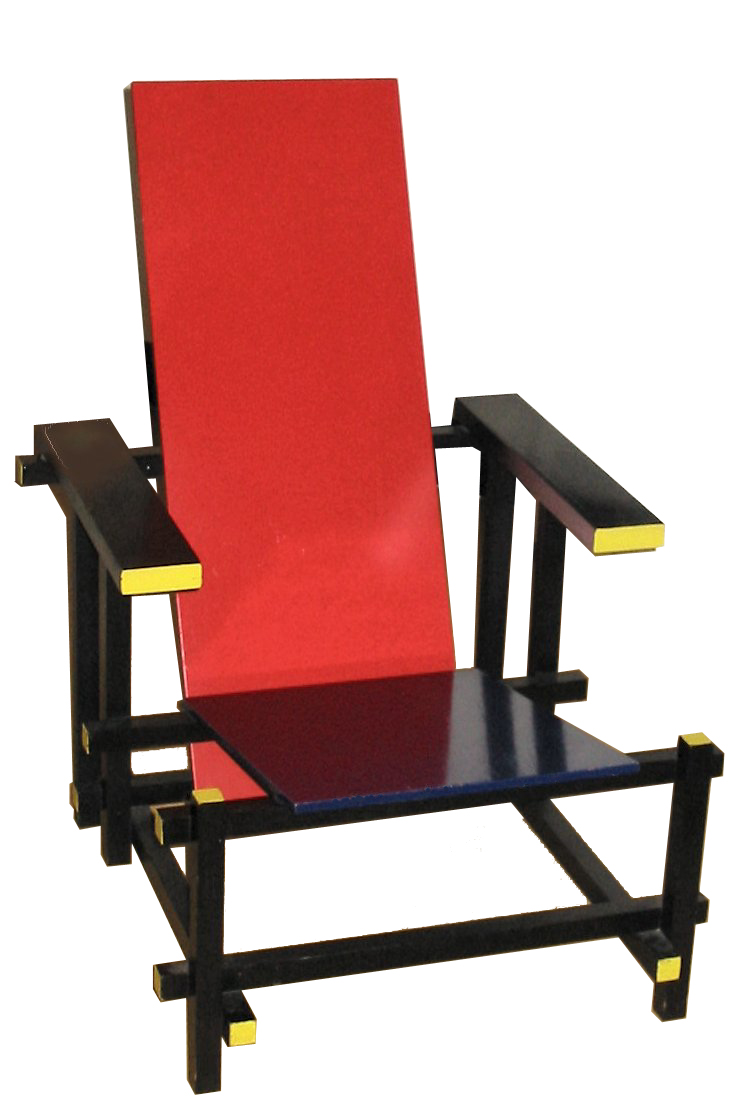
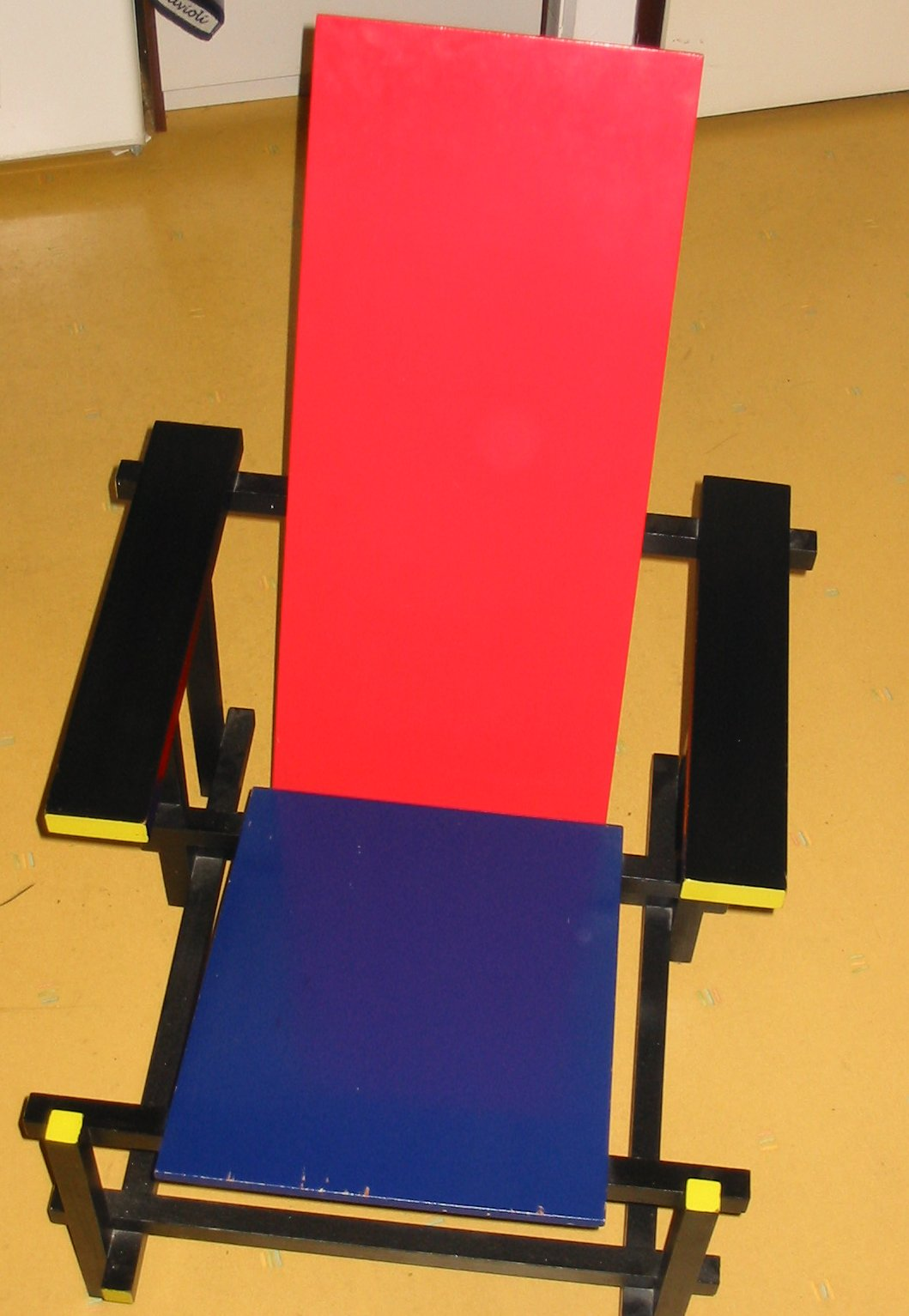
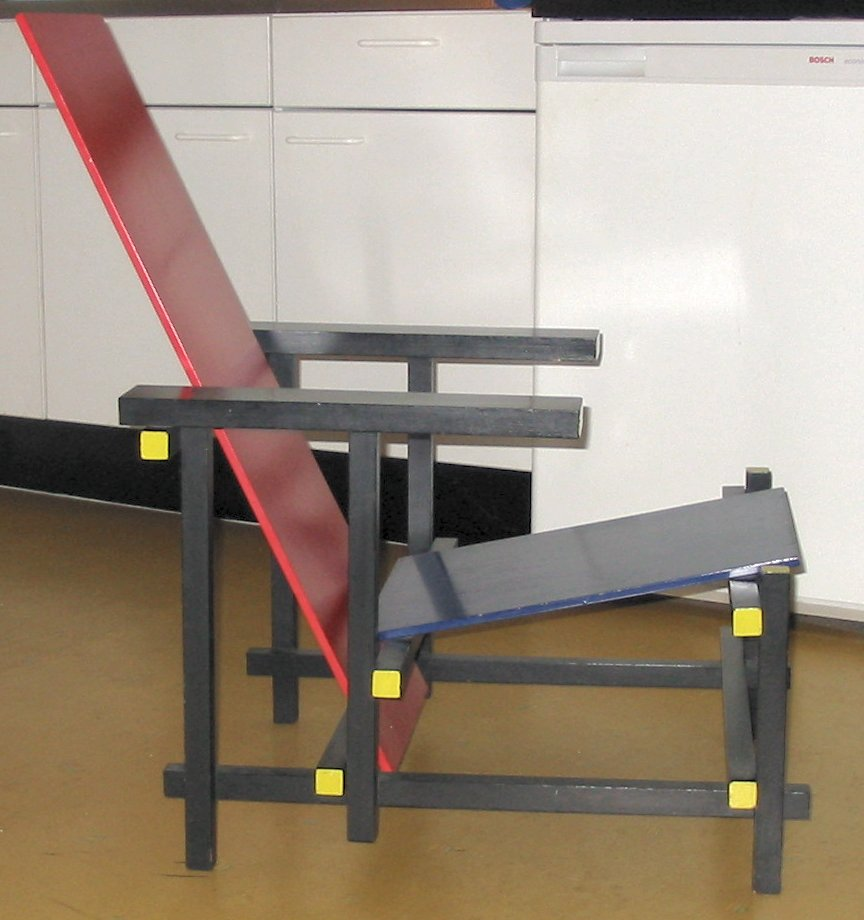
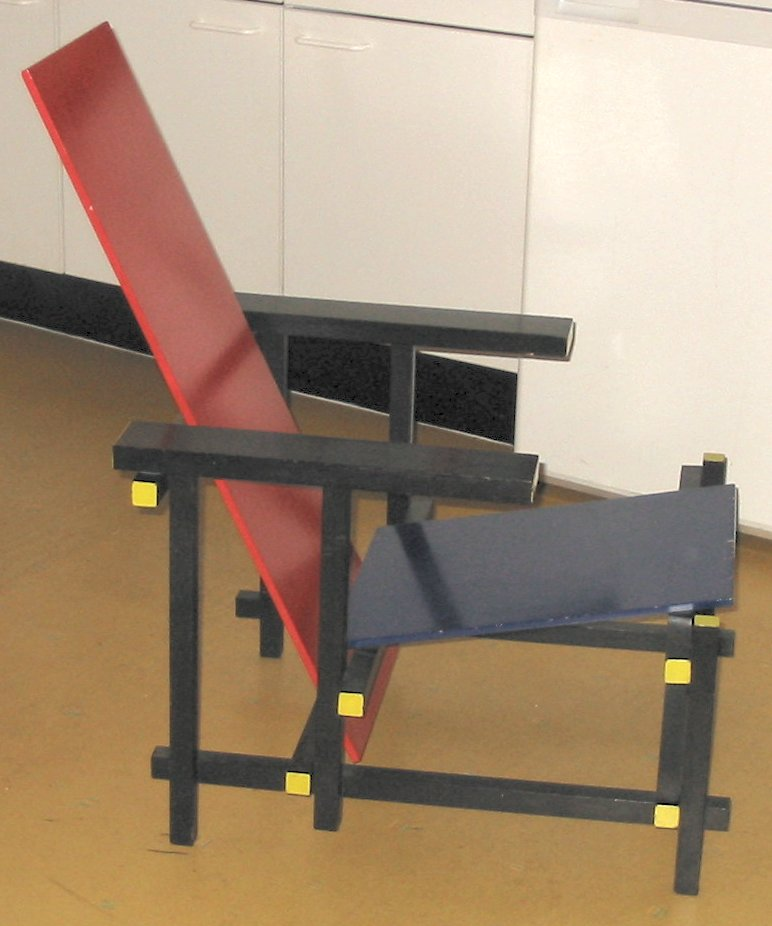